# مديرية سباح

تعديل مصدري - تعديل

مديرية سباح أكبر مديريات محافظة أبين في اليمن سكاناً. بلغ عدد سكانها 15946 نسمة عام 2004. مركزها مدينة سوق سباح.

موقع مديرية سباح في محافظة أبين

## التقسيم الإداري
تقسم المديرية إدارياً إلى عزلة واحدة تحمل نفس اسم المديرية.